# Iberodorcadion fuliginator
Iberodorcadion fuliginator là một loài bọ cánh cứng trong họ Cerambycidae.

## Hình ảnh

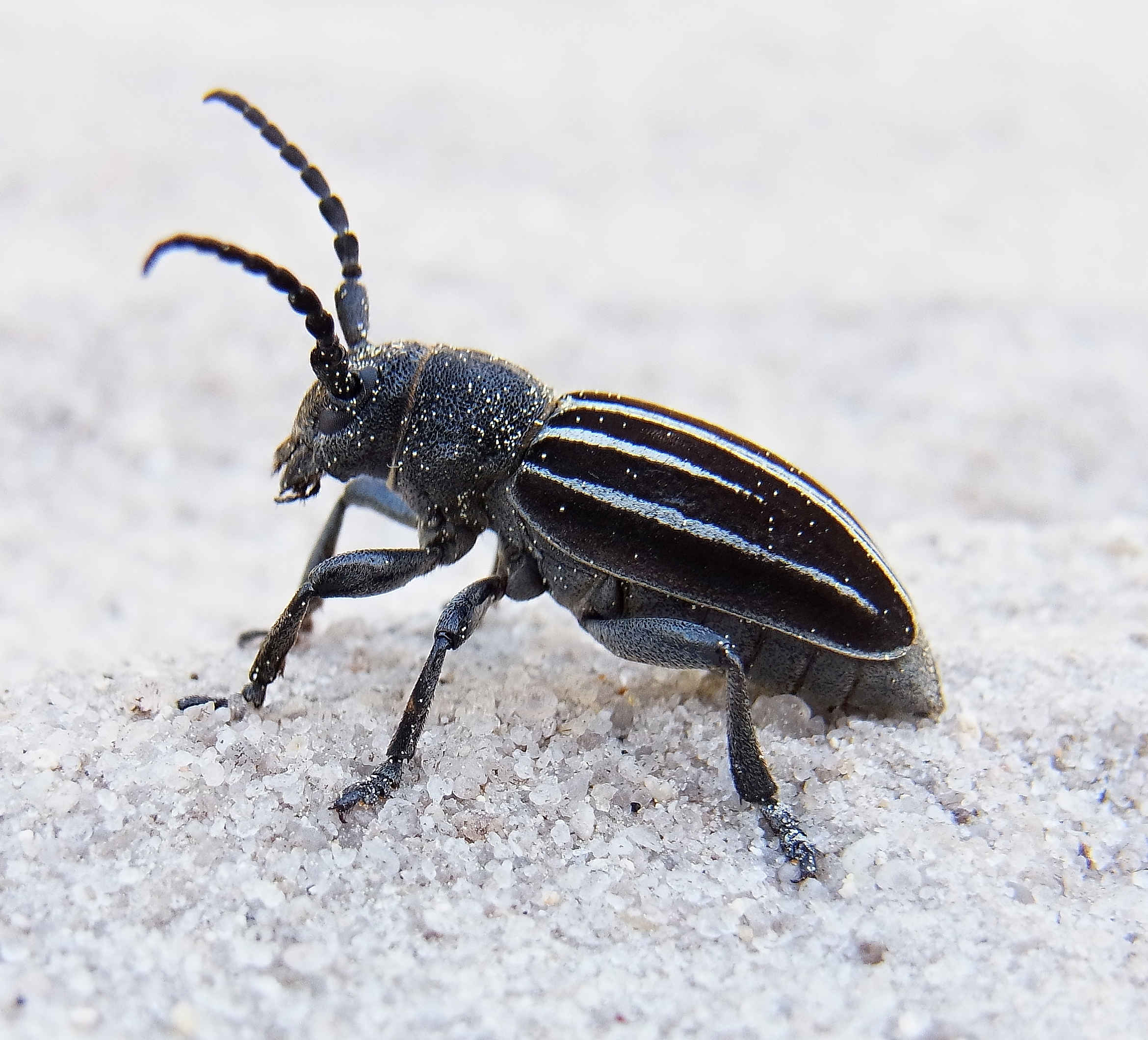